# Compsodrillia alcestis
Compsodrillia alcestis é uma espécie de gastrópode do gênero Compsodrillia, pertencente à família Pseudomelatomidae.